# Lycaena tityrus
The Sooty Copper (Lycaena tityrus) là một loài bướm ngày thuộc họ Bướm xanh. Nó được tìm thấy ở châu Âu.

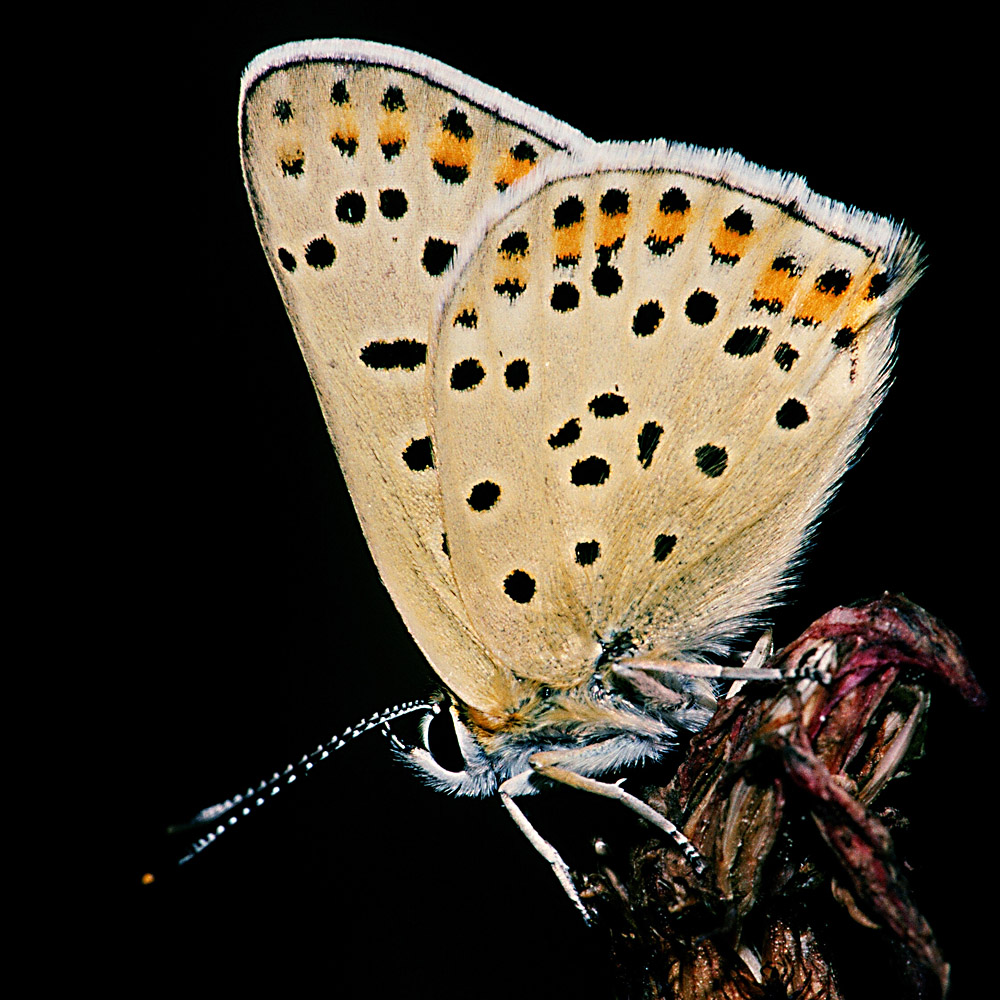

Sải cánh dài 28–30 mm. Chúng bay từ tháng 4 đến tháng 9 tùy theo địa điểm.
Ấu trùng ăn Rumex acteosa và Rumex acetosella.

## Hình ảnh

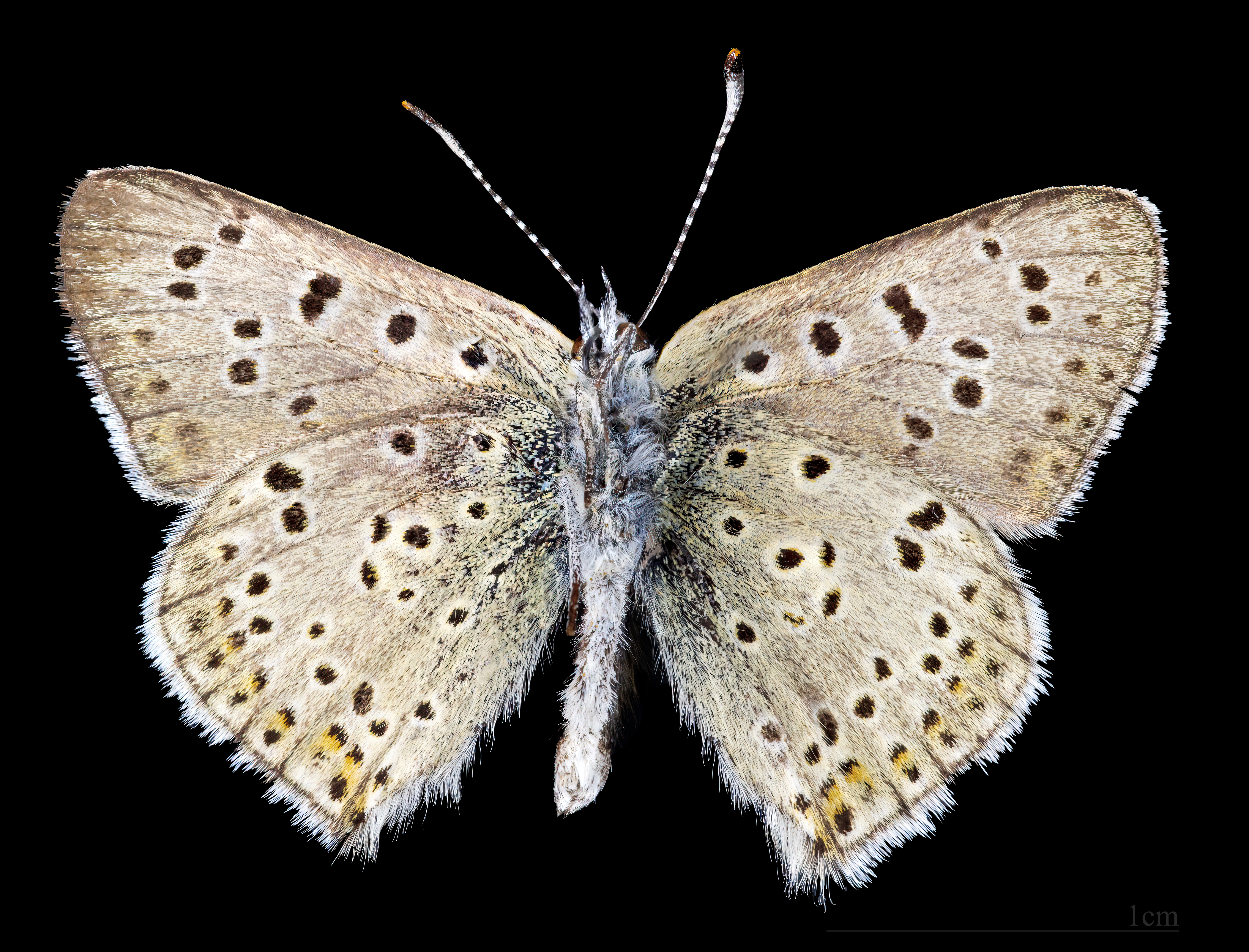
Lycaena tityrus ♀ △
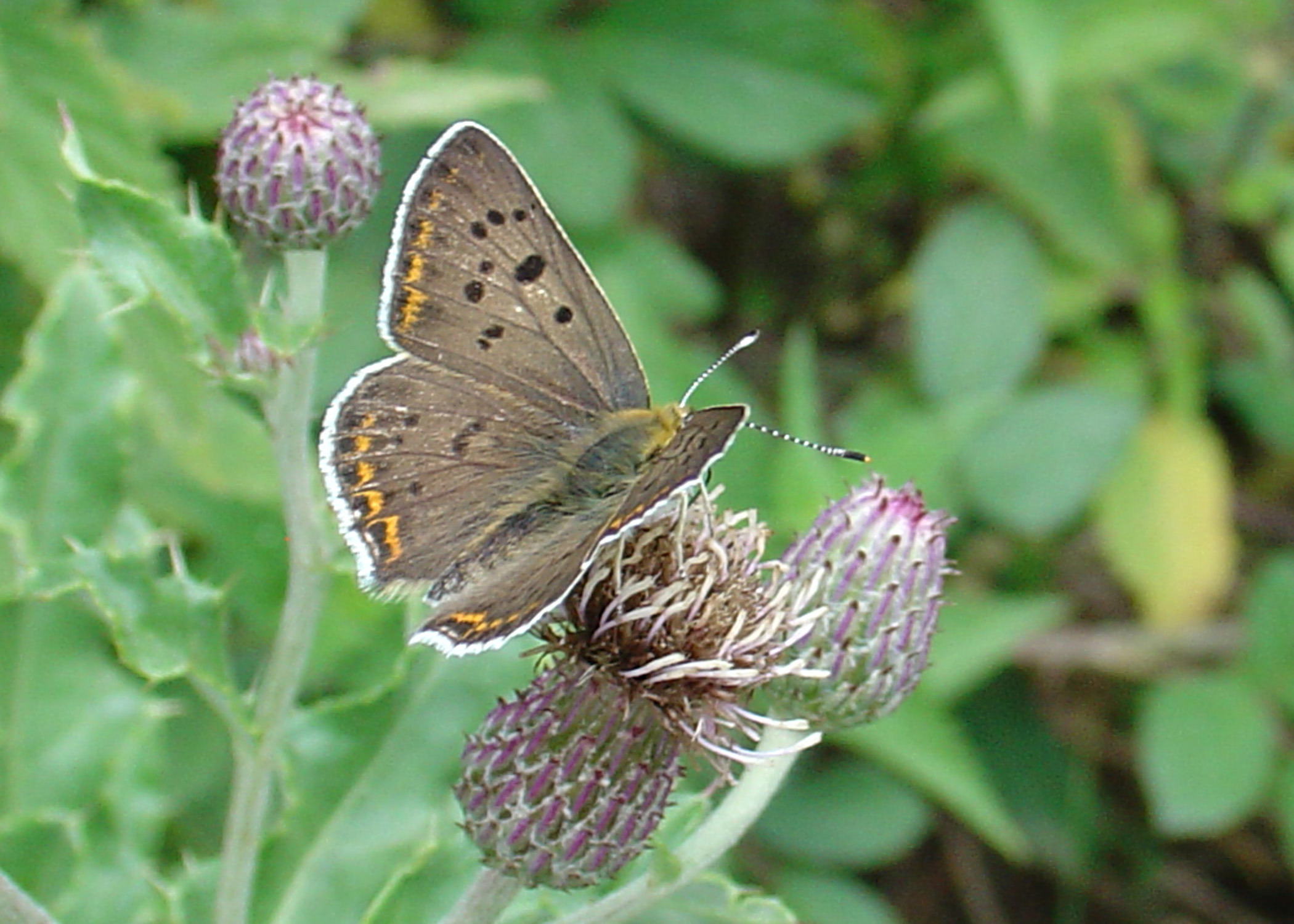
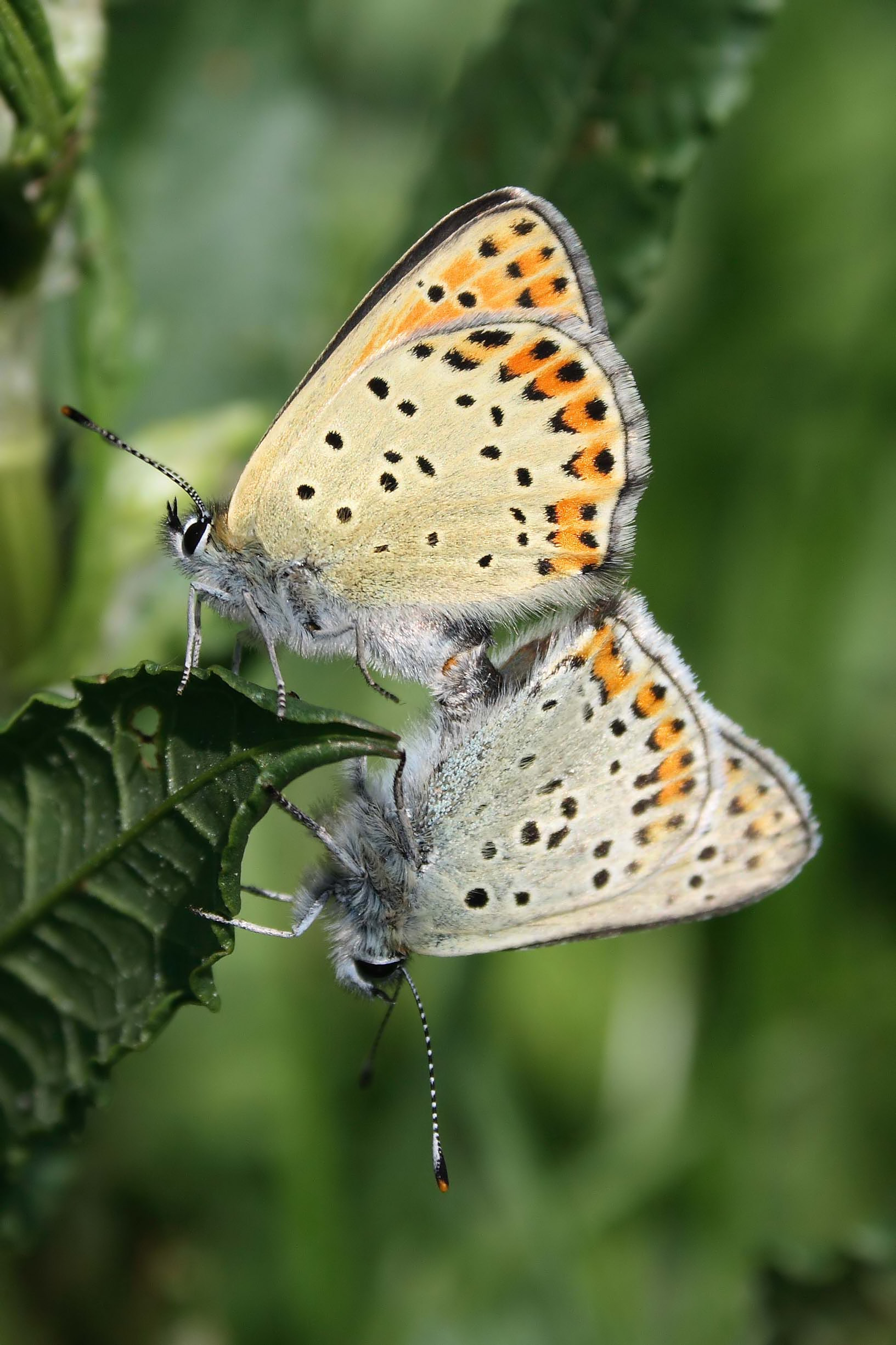
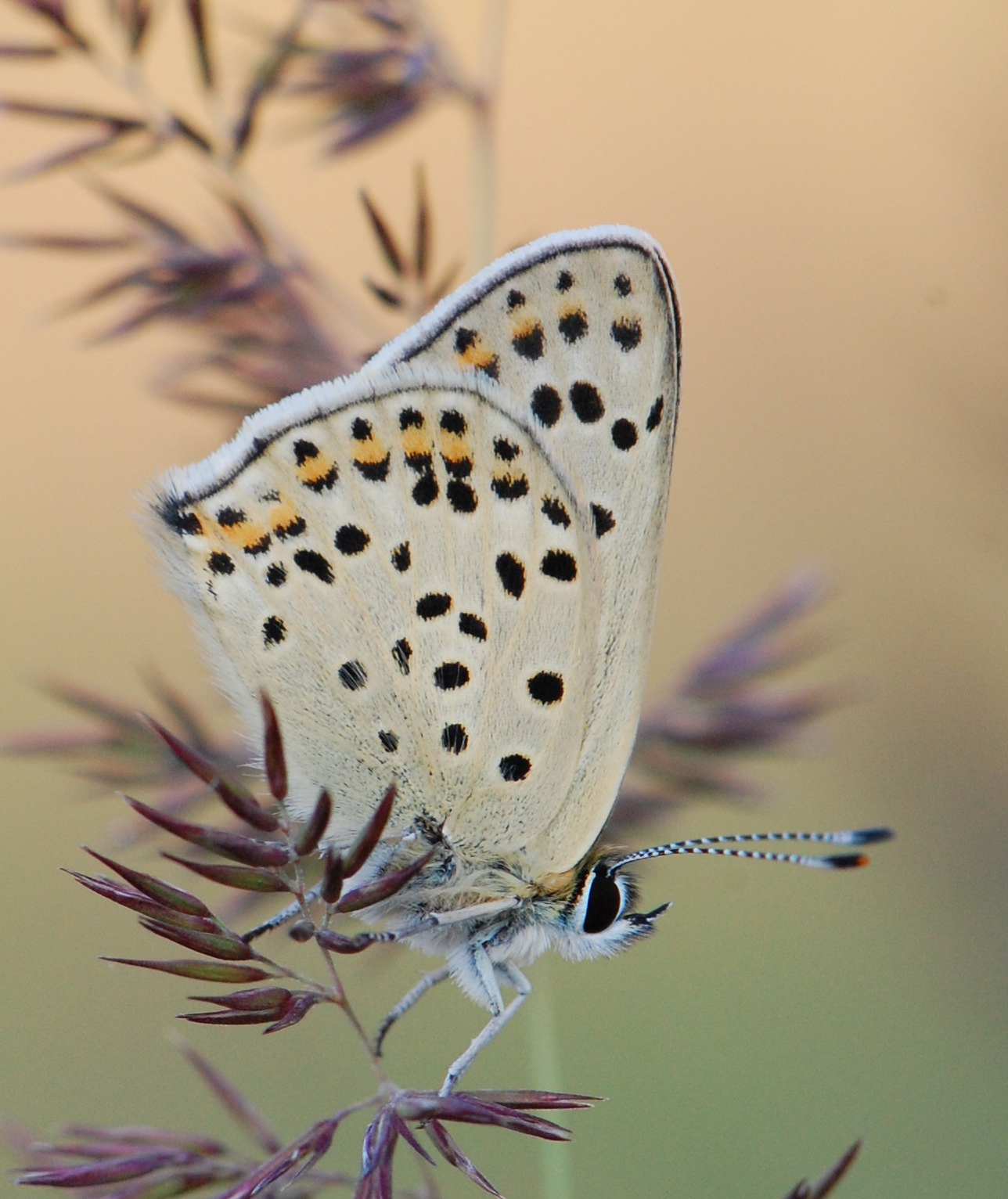
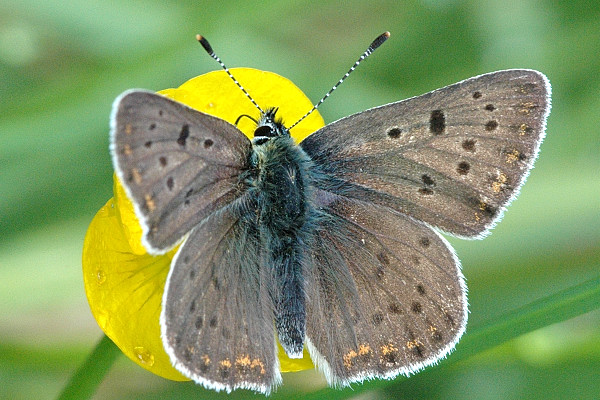